# Рыбалко, Болеслав Михайлович
Болеслав Михайлович Рыбалко (13 ноября 1928, с. Серебрянка, Бахмутский район, Артёмовский округ — 15 сентября 1989) — советский борец вольного стиля, Заслуженный тренер СССР (1963). Представлял общество «Буревестник» (Минск).

## Биография
Увлёкся борьбой в 1947 году.
В 1951 году начал заниматься тренерской деятельностью.
С 1962 года заведующий кафедрой борьбы и тяжёлой атлетики Белорусского института физкультуры (БГУФК). Кандидат педагогических наук (1969), учёное звание — профессор (1973).
В 1969—1973 годах участвовал в подготовке сборной команды СССР по вольной борьбе. Подготовил более 30 мастеров спорта СССР. Судья всесоюзной категории по вольной борьбе (1957). В 1972 году награждён орденом Трудового Красного Знамени (1972).

## Известные воспитанники
- Медведь, Александр Васильевич (1937—2024) — трёхкратный олимпийский чемпион, многократный чемпион мира, Европы и СССР. Заслуженный мастер спорта СССР.

## Память
В Минске на базе БГУФК проводится турнир по вольной, греко-римской борьбе и самбо памяти заслуженных тренеров СССР и БССР Болеслава Рыбалко, Михаила Мирского, Павла Григорьева, Семёна Лисафина.